# ケニヤッタ国際会議場
ケニヤッタ国際会議場（Kenyatta International Convention Centre、略称KICC）は、ケニアの首都ナイロビにあるコンベンションセンター。特徴的な外観により、ナイロビのシンボルとなっている。
30階建て、高さは105m。東アフリカ最大のコンベンションセンターであり、アフリカ関連の国際会議が多く開催される。円形会議場は800人収容。
ナイロビの中心街に位置し、官庁や高級ホテルからのアクセスが至便である。
1966年から1973年にかけて建設された。1974年に開業し、当時のケニア・アフリカ民族同盟党首にしてケニア大統領、ジョモ・ケニヤッタの名がつけられた。1989年、所有権がケニア・アフリカ民族同盟に移ったが、2003年、同党の下野に伴い、KICCは国家のものとなった。